# Associazione Milanese Disco Ghiaccio Milano
L'Associazione Milanese Disco Ghiaccio Milano, acronimo AMDG, è stata una squadra di hockey su ghiaccio di Milano. La squadra nacque dalla fusione di ADG Milano e Diavoli Rossoneri Milano.

## Storia
Date le difficoltà delle squadre milanesi dell'epoca, il presidente della FISI, l'onorevole Renato Ricci, il 7 ottobre 1937 costituì la nuova società AMDG con elementi provenienti dall'A.D.G. Milano e dai Diavoli Rossoneri, denominandola appunto Associazione Milanese Disco Ghiaccio Milano. Il presidente fu Gianni Albertini, mentre i vicepresidenti furono il cavaliere Annoni e il cavaliere Biraghi, già dirigenti delle due società sciolte. Come allenatore venne scelto il canadese Jim Foley.

Questa nuova società era alle dipendenze della Federazione e i suoi scopi erano quelli di pubblicizzare l'hockey su ghiaccio e di formare i giovani in vista delle Olimpiadi del 1940, mai disputate a causa degli eventi bellici. Per quest'ultimo motivo non fu possibile tesserare giocatori stranieri.

### Seconda e terza squadra
L'A.M.D.G. partecipò anche a due campionati di serie A con la seconda squadra (A.M.D.G. II) e a un campionato con la terza squadra (A.M.D.G. III), nella stagione 1940/41, quando tutte e tre le formazioni si sfidarono assieme alla Juventus per la conquista del titolo.

## Palmarès
- Scudetti: 2

1938 e 1941
La squadra disputò solo due campionati e vinse lo scudetto in entrambi: il primo immediatamente dopo la sua fondazione, vincendo il campionato 1938 e battendo in finale la seconda squadra dell'AMDG, stesso epilogo della finale della stagione 1941 (l'unico campionato disputato durante la guerra).